# Lago di Nino
Il lago di Nino (in corso lavu di Ninu) è un lago di origine glaciale situato nella Corsica settentrionale, da cui nasce il fiume Tavignano. È il secondo lago più esteso dell'isola, dopo il Lago di Rotondo. 
Circondato da prati e da piccole pozze d'acqua, il lago si trova lungo il percorso del sentiero GR20.